# Hans Burgkmair
Hans Burgkmair l’Ancien, né en 1473 à Augsbourg, où il meurt en 1531, est un peintre et graveur sur bois du début du XVIe siècle. À la transition entre le gothique flamboyant et la Renaissance, il est, avec Hans Holbein l'Ancien et Hans Holbein le Jeune l'un des piliers de la triade d'Augsbourg.

## Biographie
Ce fils de peintre fréquenta très tôt les ateliers d'Augsbourg et apprit sans doute les techniques de son père Thoman Burgkmair (1444–1523). Il effectua son apprentissage entre 1488 et 1490 à Colmar auprès de Martin Schongauer, qui laissa sur son art une marque profonde. La première composition qu’il exécuta à son retour en Bavière, en 1490, est sans doute le portrait du prédicateur strasbourgeois Jean Geiler de Kaysersberg. Il entreprit ensuite un nouveau compagnonnage en Italie du Nord, où il reçut l'empreinte décisive de l'art vénitien.
En 1491, Burgkmair s’établit graveur chez l’imprimeur d'Augsbourg Erhard Ratdolt où il travailla plusieurs années. En 1498 il reçut de la corporation impériale des peintres le titre de Maître et la même année épousa Anna Allerley. Deux ans plus tard, lors de la diète impériale, il fut présenté au Roi des Romains et futur empereur Maximilien, qui le distingua bientôt et lui confia le dessin de ses armoiries en 1516. C'est entre 1501 et 1504 qu'il composa son exubérant cycle basilical pour la croisée du transept du couvent dominicain Sainte-Catherine d'Augsbourg.
En 1503, Burgkmair parcourut la Rhénanie. En 1506 il exécuta pour le compte de l’Électeur de Saxe Frédéric le Sage le triptyque du château de Wittemberg, qui représente les saints guérisseurs : saint Roch, saint Cyprien etc. En 1507, le peintre repartit pour l’Italie, et dès l’année suivante il exécutait ses premières peintures sur bois. Il ne se consacra plus désormais qu’aux commandes de l’empereur Maximilien, assisté par Conrad Peutinger. De 1512 à 1518, il s’associa aux différents ateliers d’Augsbourg comme maître-graveur pour répondre à d'autres commandes du souverain.
En 1508, il met au point la technique de la gravure sur bois en couleurs, notamment avec Saint Georges et le dragon et L'Empereur Maximilien à cheval. Vers 1520, il grave sa première et unique eau-forte.
En 1526, pour assurer son avenir et celui de sa femme, il acheta une rente. Son fils, Hans Burgkmair le Jeune (1500–1562), qui réalisa avec l'aide de Heinrich Vogtherr le Jeune (de) les gravures des Généalogies d’Augsbourg (1545), n’atteignit jamais à la renommée du peintre impérial.

## Postérité

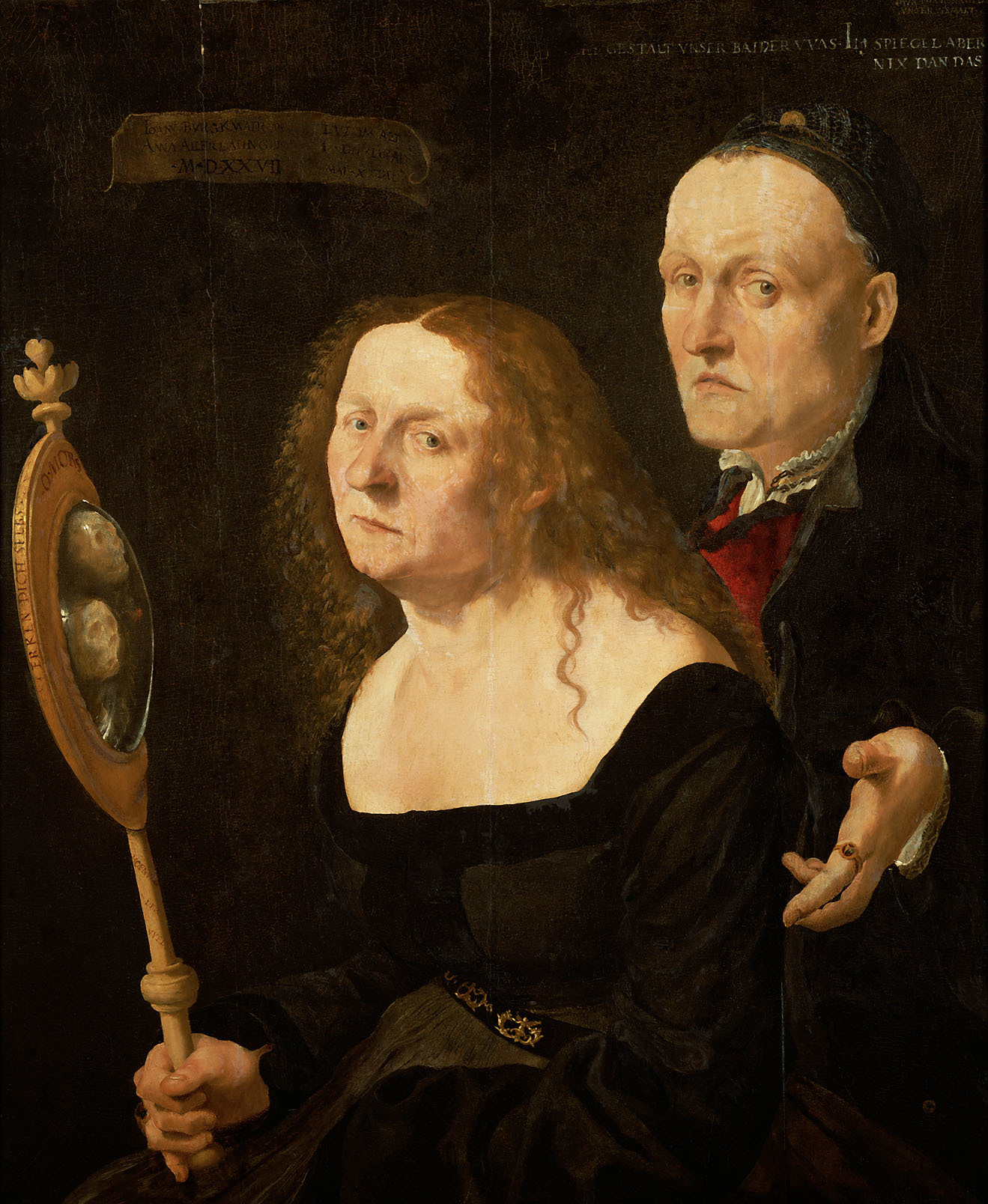
Hans Burgkmair
et son épouse Anna
par Lukas Furtenagel, 1529.

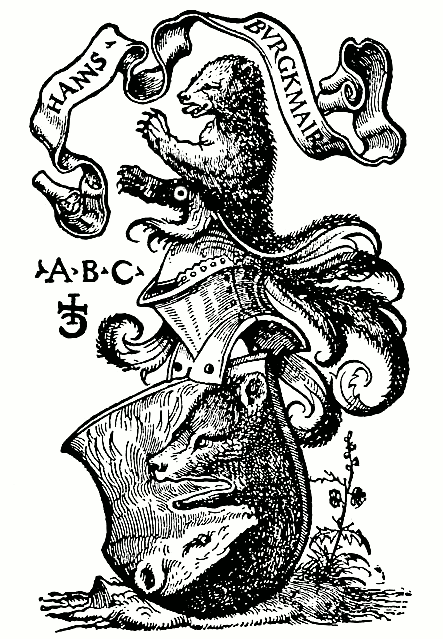
Armoiries de Hans Burgkmair.

Burgkmair est l'un des pionniers de la peinture Renaissance en Allemagne méridionale, pour le dessin comme pour la gravure. Ses commanditaires furent rien moins que l'Empereur et les grands dignitaires du clergé. Stimulé par l'art italien, Burgkmair développa, surtout dans ses gravures sur bois, les motifs de la Renaissance et les combina magistralement avec la tradition du dernier gothique. Ses dernières compositions picturales se caractérisent par la palette plus chaude de la peinture vénitienne, ce qui a laissé supposer plusieurs retours à Venise (il est en tous cas certain qu'il y effectua un séjour vers 1515). Toutefois dans ses dernières compositions, par ex. dans son Esther et Assuérus (1528), aux tendances pré-maniéristes, ou dans sa Bataille de Cannae (1529), qu'il peignit pour le duc Guillaume IV, Burgkmair ne parvient pas à retrouver la force de ses premières toiles. Des 100 gravures sur bois représentant les portraits de souverains célèbres (de Jules César à Maximilien Ier), qu'il prépara pour le livre d'emblèmes de l'empereur, seules 20 gravures sont parvenues jusqu'à nous. Le maître anonyme de la « Galerie des peintres d'Augsbourg » a probablement été son élève.
Burgkmair a réalisé la décoration de plusieurs autels. Sa plus belle réalisation en ce genre est sans conteste l'autel de Saint-Jean, achevé en 1518.
Le portrait réalisé par le peintre d'Augsbourg, Lucas (Laux) Furtenagel, le représente à l'âge de 55 ans aux côtés de sa femme, âgée de 51 ans. Le miroir y rappelle le caractère éphémère du monde. Avant la découverte de la signature, le portrait était attribué à Burgkmair lui-même. On ne connaît pas d'autre portrait de ce peintre. Le cartouche porte en lettres capitales : Joann Burgkmair M[aler] 56 Jar alt et Ann Allerlaiin Ge[mahe]l 52 Jar alt.

## Œuvres

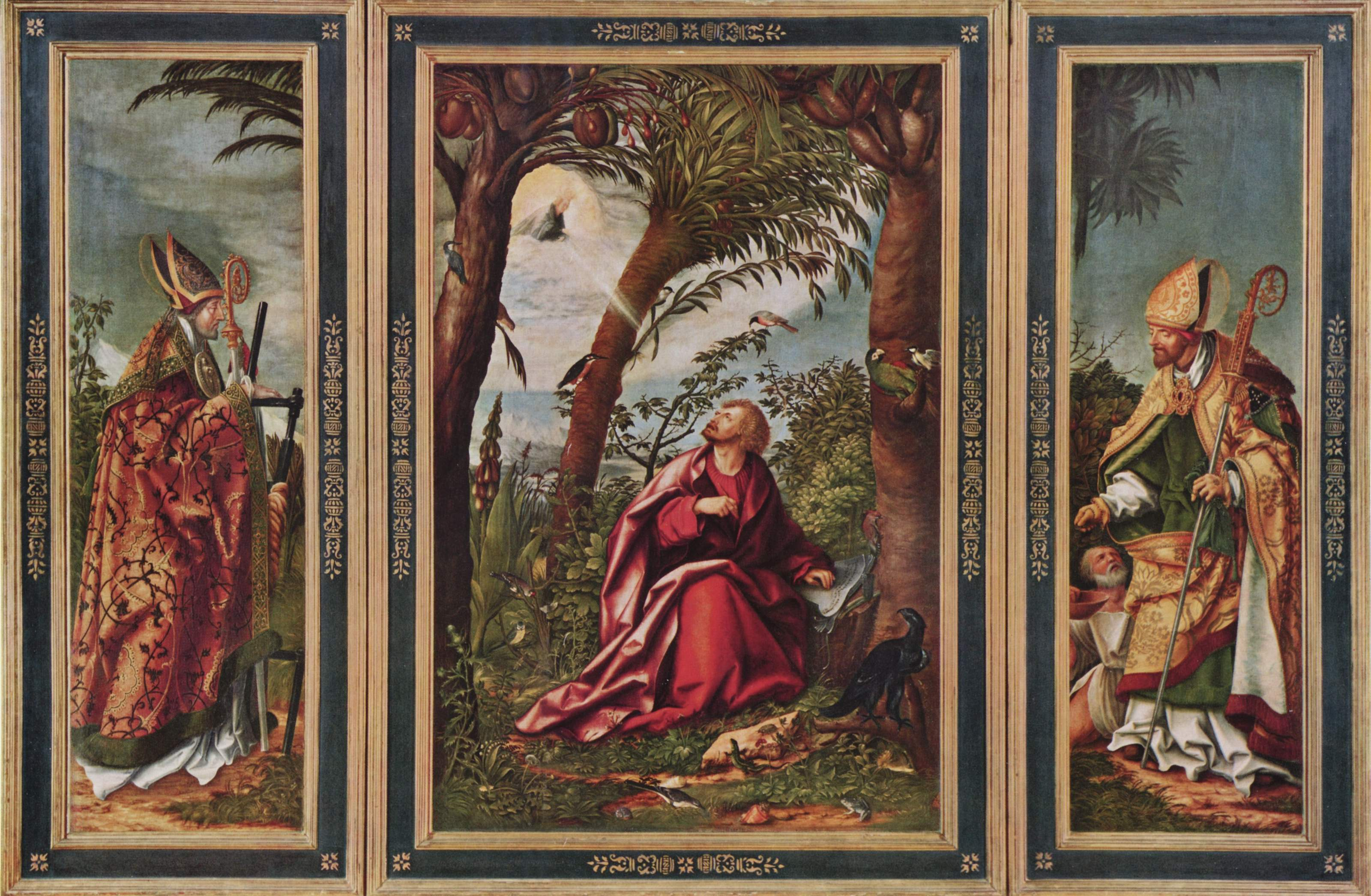
Saint Jean l'Évangéliste à Patmos, avec les saints Érasme de Formia et Martin de Tours (1518), Alte Pinakothek, Allemagne.

- Portrait d'homme, 1506, 27 × 22 cm, musée des Offices, Florence[5]
- De la série des tableaux d'histoire de Guillaume IV de Bavière, Munich, Alte Pinakothek.
  - Esther et Assuérus, 1528.
  - La victoire d'Hannibal sur les romains à Cannes, 1529.
- Le Cycle des basiliques de Rome, (v.1502), Staatsgalerie Altdeutsche Meister (de), Augsbourg.
- Saint Georges et le dragon et L'Empereur Maximilien à cheval, 1508, gravures sur bois.
- Marie en robe rouge, (1509), Germanisches Nationalmuseum, Nuremberg.
- Saint Jean l'Évangéliste à Patmos, (1518), retable, huile sur bois, Alte Pinakothek, Munich.
- Marche triomphale de l'empereur Maximilien 1er d'après Dürer, n. d., xylographie, 38.7 x 50.9 cm. Nemours, Château-Musée, 1909.29.1[6].